# インドの宗教
インドの宗教 (2011年調査)

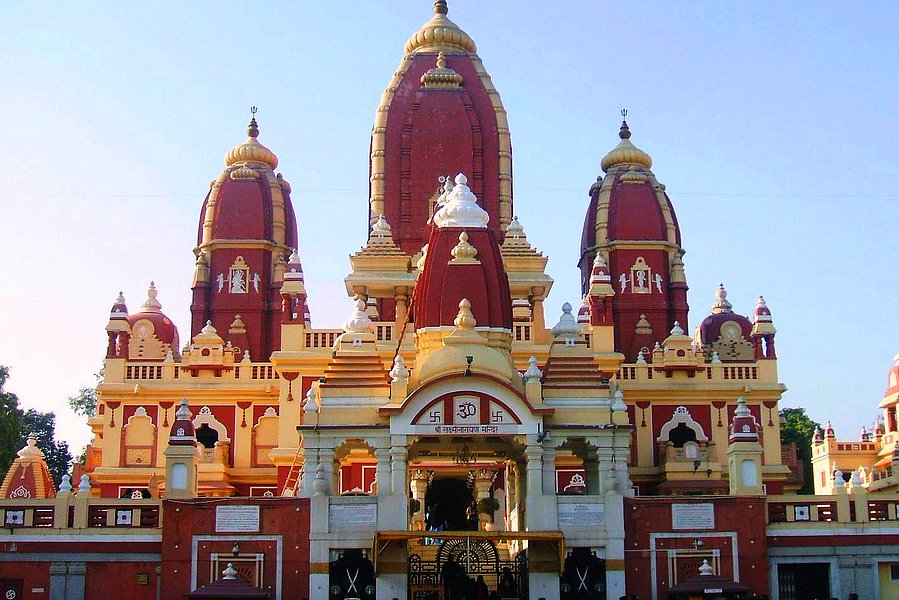
デリーのラクシュミーナーラーヤン寺院（ヒンドゥー教）

インドの宗教では、現代のインドにおいて普及している宗教について記述する。インド憲法では信教の自由を保障しており、インドは世俗国家である。

## バラモン教
バラモン教はジャイナ教、仏教と共に最も古い宗教であるが、ヒンドゥー教との共通点も多い。

## 仏教
仏教発祥の地であるが、イスラームによる弾圧の結果、一時期滅亡。20世紀に入り、アンベードカルの仏教改宗運動によって、主に不可触民を中心に数十万人の仏教徒が誕生。21世紀現在、インドの仏教徒は佐々井秀嶺師によって率いられている。

## ヒンドゥー教
4世紀にはヒンドゥー教の骨格が固まった。ヴェーダ神話、ブラーフマナ・ウパニシャッド神話、プラーナ文献が広く知られている。現在でも約78％がヒンドゥー教徒であるとされ、同国内で最も大きな規模を保っている。

## ジャイナ教
ジャイナ教はインドの中でも最も古い宗教である。暴力を嫌い、全ての生命には霊魂が宿っていると考える。肉食だけでなく、根菜類も拒否する。ジャイナ教は創造論を否定する。

## イスラーム教

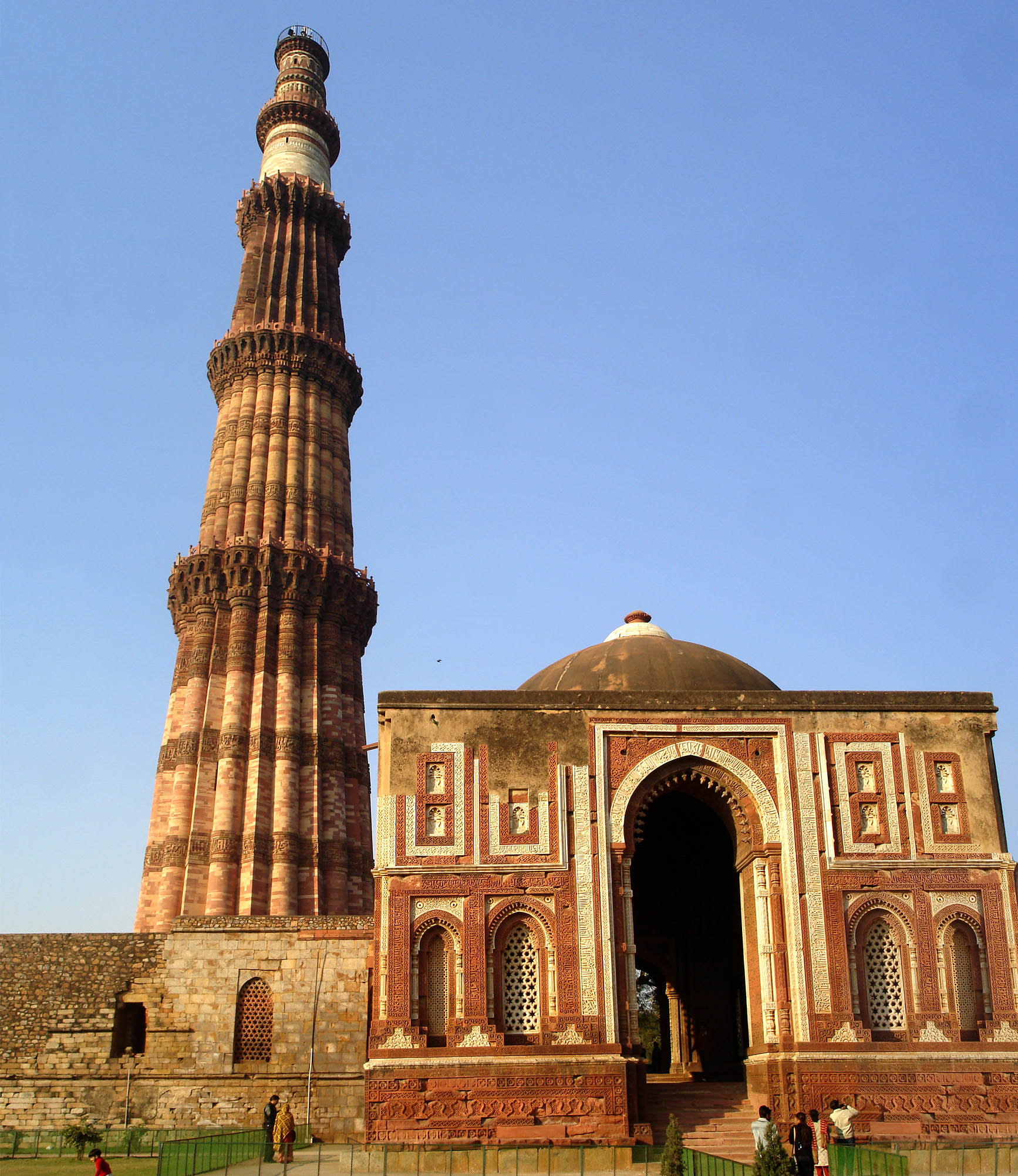
デリーのクトゥブ・ミナール（イスラーム教）

12世紀頃に西部からムスリムによるインド征服が行われ、その後にイスラーム教が広まり、インド最初のイスラーム国家ゴール朝が成立した。それ以来ムガル帝国の崩壊まで、インドはイスラム教国家であった。イギリスとの紛争の際に全インド・ムスリム連盟が結成された。
13.4%のインド人がムスリムである。核問題に関して隣国パキスタンとの対立が続いている上に、ムンバイでは2006年にムンバイ列車爆破事件が、2008年にはムンバイ同時多発テロが発生した。それまでにも存在していたヒンドゥー教との対立や相互不信は、これらの事件によって更に深まった。

## シク教

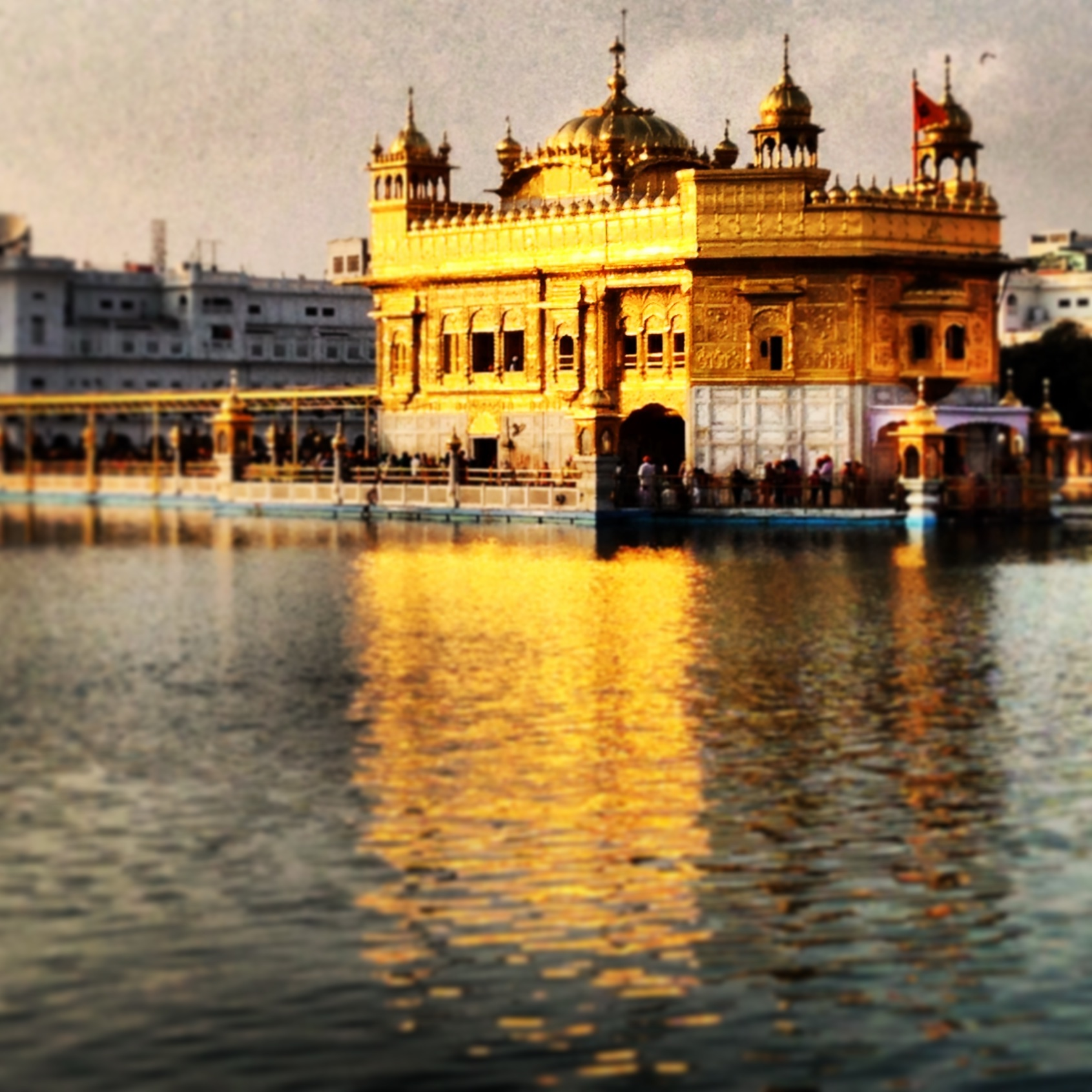
アムリトサルの黄金寺院とシク教徒

14世紀頃に、北インドを中心にシク教が広まった。これはグル・ナーナクが始めた宗教で、カーストを否定する一方で輪廻転生を受け入れる所に特徴がある。ヒンドゥー教とは事なり、シク教は一神教である。因みに、マンモハン・シン前首相はシク教徒である。

## キリスト教
紀元52年に聖トマスがインドを訪問したという伝承がある。トマス派はこの流れをくむ教派である。ヨーロッパで宗教改革が始まった後にイエズス会を中心に宣教師が派遣され、当時ポルトガル領だったゴアなどを中心に信者が増加した。ヴァスコ・ダ・ガマやフランシスコ・ザビエルもこの時期にインドを訪問した。現在では約2％がクリスチャンであり、シク教やジャイナ教よりも信徒数が多い。プロテスタント系の北インド教会や南インド教会も在る。

## ゾロアスター教
ゾロアスター教の信者は少ないがインドでは絶大な影響力を持っているが細かいことはあまり分かっていない。